# 72 Pułk Piechoty Armii Krajowej

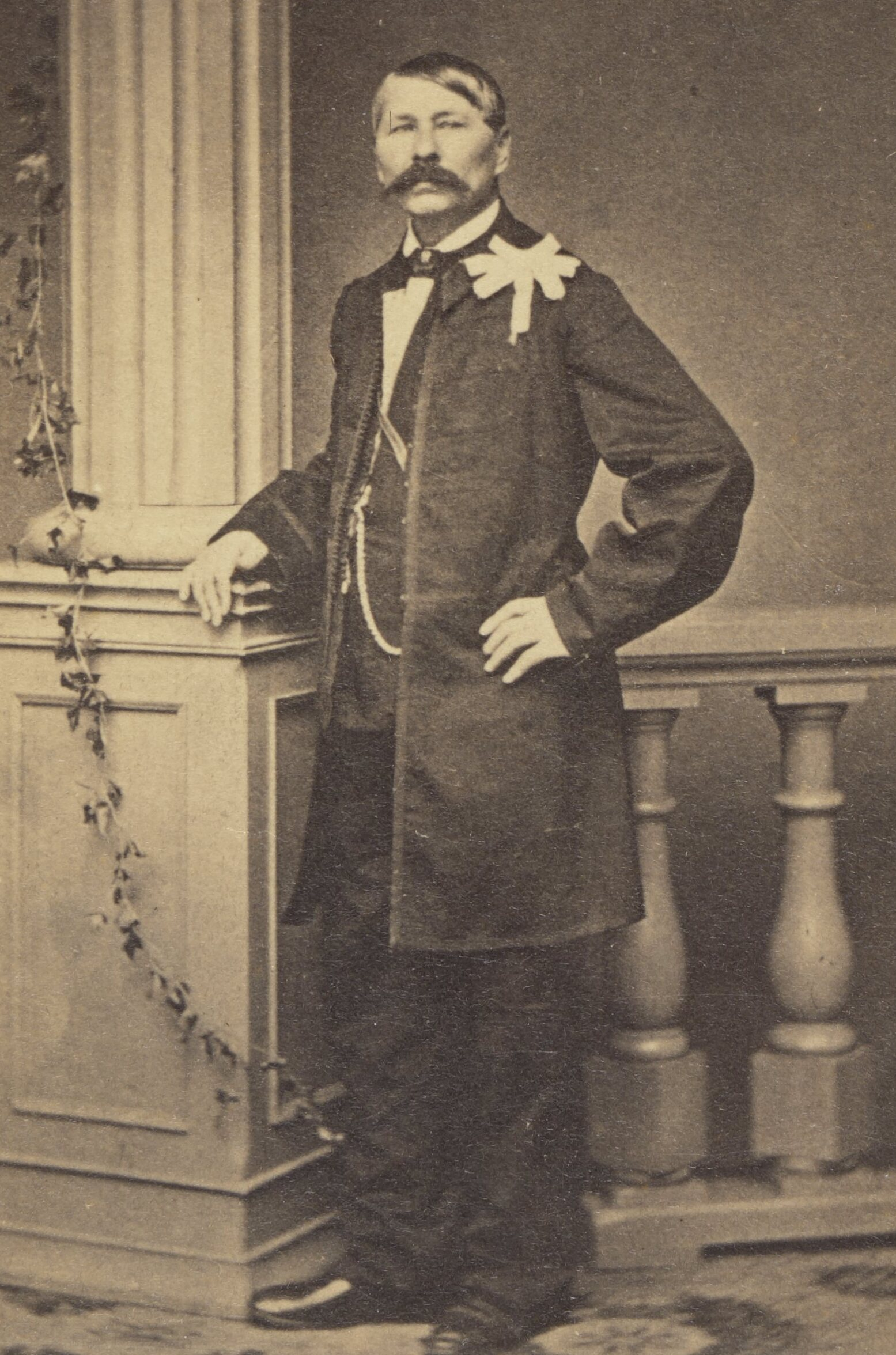
Dionizy Czachowski, patron 72 Pułku Piechoty AK

72 Pułk Piechoty AK im. płk. Dionizego Czachowskiego (inaczej 72 Pułk Piechoty AK Ziemi Radomskiej) – jednostka sił zbrojnych Armii Krajowej utworzona na początku 1944 w ramach akcji odtwarzania struktur Wojska Polskiego sprzed 1939.

## Historia pułku
Według planu mobilizacyjnego w Okręgu Radomsko-Kieleckim Armii Krajowej miała zostać powołana 28 Dywizja Piechoty AK pod dowództwem  ppłk Zygmunta Żywockiego „Kostur”; W jej skład miały wejść: 
- 72 Pułk Piechoty AK (z Obwodu Radom);
- 172 Pułk Piechoty AK (z Obwodu Kozienice „Krzaki”)
- 272 Pułk Piechoty AK (z Obwodu Iłża i Obwodu Końskie).

Faktycznie 28 Dywizja Piechoty AK im. Stefana Okrzei powstała w okręgu warszawskim AK 20 września 1944. W jej składzie funkcjonował również 72 Pułk Piechoty AK. W Okręgu Kieleckim powołano natomiast 72 pułk piechoty oraz I batalion 172 pułku piechoty. 
72 pułk piechoty zmobilizowano od 17 sierpnia 1944 w początkowo w składzie kompanii pod dowództwem por. Jerzego Sztajgierwalda „Rozłoga” (organizującego przeprawy na Pilicy), a następnie trzech batalionów ok. 500 żołnierzy.
Stan uzbrojenia  w pierwszej fazie organizacyjnej wynosił 2 ckm, 12 lkm, 1 rkm, 50 pm, 200 kb, 20 rewolwerów, 2 piaty, kilkaset granatów i 100 000 sztuk amunicji. 
Pułk uczestniczył w Akcji Burza m.in. w:
- 26 września, (wraz z 25 pułkiem piechoty AK) w całodziennej bitwie z obławą niemiecką w lasach przysuskich w okolicach wsi Gałki, Stefanów;
- 27 września, ataku na garnizon niemiecki w Przysusze;
- 6 października, w walkach pod Eugeniowem z obławą niemiecką

Demobilizacja 72 pp AK nastąpiła 8 października 1944 we wsi Borkowice, leżącej na skraju Lasów Przysuskich. W lasach pozostał oddział ok. 85 żołnierzy, zaś pozostali partyzanci przeszli do służby konspiracyjnej.

## Ordre de Bataille
Sierpień-październik 1944
- dowódca pułku – mjr Wacław Wyziński „Stefan”;
- zastępca i szef sztabu – mjr Jakub Gabriel-Węglowski „Ramon”, „Kuba”;

- I batalion – dowódca mjr. Edmund Mickiewicz „Zryw”;
  - 1 kompania – dowódca ppor. Sławomir Wojdan „Stefan” (zg. w październiku 1944), pchor. Jan Seredyński „Artur”;
  - 2 kompania – dowódca pchor. Jacek Wądołowski „Czarny”;
  - 3 kompania – dowódca por. Stefan Piastowski „Lis”;
- II batalion dowódca por. Michał Burhardt „Wiór”;
  - 4 kompania – dowódca por. Mieczysław Hofman „Robert”;
  - 5 kompania – dowódca ppor. Wacław Rzepniewski „Dzwon”;
  - 6 kompania – dowódca ppor. Jerzy Baworowski „Krystian”;
- III batalion – dowódca por. Krzysztof Hoffman „Cyprian”;
  - 7 kompania – dowódca por. NN „Ryś”;
  - 8 kompania – dowódca ppor. Jan Piwoński „Jaksa”;
  - 9 kompania – dowódca  por. Stefan Bembiński „Harnaś”
  - 10 kompania – dowódca ppor. Stanisław Podkowiński „Ren” (dołączył do pułku 30 września 1944).

## Upamiętnienie
Imię Żołnierzy 72 pułku piechoty AK 72 nosi Publiczna Szkoła Podstawowa w Mniszku.